# Forget
"Forget" este un cantec a cantautoarei galeze Marina Diamandis profesional cunoscută sub numele de Marina and the Diamonds, extras ca al cincea single promotional de pe al treilea album de studio Froot pe data de 3 martie 2015.

## Videoclipul
Videoclipul oficial a fost lansat la data de 4 martie 2015 si a fost regizat de Markus Lundqvist care de asemenea a regizat videoclipul anterior pentru I'm a Ruin. Videoclipul este diferit spre deosebire de altele, o arată pe Marina cântând împreună cu trupa sa de suport, cântecul vorbeste despre uitarea greșelilor din trecutul ale cântăreței.